# Henk ten Cate
Henk ten Cate, né le 9 décembre 1954 à Amsterdam, est un footballeur néerlandais.

## Carrière

### En tant que joueur
Henk ten Cate fait ses débuts dans un club amateur, le FC Rheden, avant de rejoindre Go Ahead Eagles en 1979. Il évolue au poste d'ailier. L'année suivante, il joue brièvement pour le club canadien des Edmonton Drillers, qui évolue dans la North American Soccer League. En 1981-1982, il est prêté au Stormvogels Telstar, un club de 2e division. De retour à Deventer, il dispute trois saisons avec les Go Ahead Eagles. En 1986, il termine sa carrière au Heracles Almelo.

### En tant qu'entraîneur
Henk ten Cate prend en charge les jeunes du Go Ahead Eagles, puis est nommé assistant de l'entraîneur allemand Fritz Korbach en 1988. En février 1990, celui-ci quitte le club, qui évolue alors en 2e division, pour Heerenveen. Il est remplacé par Ten Cate jusqu'à la fin de la saison. Ten Cate devient ensuite l'assistant de Henk van Brussel au Heracles Almelo, puis entraîne les amateurs du FC Rheden durant une saison.
Ten Cate retourne au Go Ahead Eagles entre 1993 et 1995, puis entraîne le Sparta Rotterdam de 1995 à 1997. Le club atteint la finale de la Coupe des Pays-Bas en 1996. Sous sa direction, Vitesse Arnhem termine 3e du championnat des Pays-Bas en 1997-1998. Après un passage en 2e division allemande au KFC Uerdingen 05 en 1998-1999, il dirige le MTK Budapest en 1999-2000. Le club remporte la Coupe de Hongrie.
Ten Cate entraîne NAC Breda de 2000 à 2003, la 4e place acquise en « Eredivisie » durant sa dernière saison permet au club de disputer la Coupe UEFA 2003-2004. De 2003 à 2006, il est l'adjoint de son compatriote Frank Rijkaard au FC Barcelone. Le club remporte le championnat d'Espagne en 2004-2005 et 2005-2006, ainsi que l'édition 2005-2006 de la Ligue des champions.
Ten Cate succède à Danny Blind à l'Ajax Amsterdam et dirige le club jusqu'en octobre 2007. L'équipe remporte la Coupe des Pays-Bas et termine à la seconde place du championnat. Néanmoins, l'Ajax est éliminé par deux fois lors du tour préliminaire de la Ligue des champions. Repêché en Coupe UEFA, le club chute au premier tour en 2007-2008. Ten Cate est recruté en tant qu'adjoint d'Avraham Grant par Chelsea FC et est remplacé à l'Ajax par Adrie Koster. Il est licencié en mai 2008, à la suite du départ de Grant. En juin, il prend la tête du club grec de Panathinaïkos, auparavant entraîné par José Peseiro. Le 8 décembre 2009, il est licencié du club grec pour les mauvaises prestations de l'équipe en championnat et en Ligue Europa.

## Palmarès (entraîneur)
- avec le Sparta Rotterdam :
  - finaliste de la Coupe des Pays-Bas en 1995-1996.

- avec le MTK Budapest :
  - vainqueur de la Coupe de Hongrie en 1999-2000.

- avec le FC Barcelone (en tant qu'adjoint de Frank Rijkaard) :
  - vainqueur du championnat d'Espagne en 2004-2005 et 2005-2006 ;
  - vainqueur de la Ligue des champions en 2005-2006.

- avec l'Ajax Amsterdam :
  - vainqueur de la Coupe des Pays-Bas en 2007.

- avec Al-Jazira Club
  - Championnat des Émirats arabes unis en 2017